# Daucioni
I Daucioni furono uno dei popoli germanici settentrionali citati da Tolomeo nella sua Geografia. Secondo Tolomeo avrebbe vissuto in Scandia, l'attuale Scandinavia. I Daucioni vengono citati nello stesso passo dei Goutai, sicuramente riferito ai Goti della Svezia centro-meridionale. Questo accoppiamento implica che abitavano la stessa regione, ma anche questa cosa lascia delle zone d'ombra.
Nel 1930 Thomas D. Kendrick propose un'ingegnosa ma erronea modifica del greco. Un solo passaggio nell'opera di Tolomeo dice tutto quello che sappiamo delle tribù scandinave. Questi popoli sono elencati in forma paratassica. La lista usa il formato:
articolo particella nome, articolo particella nome, ...
che in questo caso diventa 
«ta de ... Finni, ta de ... Goutai kai Daukiones, ta de ... Leuonoi...»
In questa ipotesi alternativa, Kendrick decise di trasformare la D- in d', che elide la e di "de" prima di una vocale, tipico dell'antico greco. Eliminando la D ritenendola un'abbreviazione clitica (d') e togliendo la k, il termine modificato diventa Auioni (ovvero isolani, cfr. il germanico awi), ben noti nel De origine et situ Germanorum di Tacito, forse il nome degli abitanti dell'Öland del tempo.